# Zbigniew Czepan
Zbigniew Czepan (ur. 10 lutego 1954, zm. 28 lipca 2002 w Szczecinie) – polski piłkarz występujący na pozycji lewego obrońcy i lewego pomocnika związany z Pogonią Szczecin; jeden z najlepszych piłkarzy w historii klubu.

## Kariera
W Pogoni Szczecin grał w latach 1974-1988. Rozegrał 235 meczów w I lidze oraz 55 meczów w II lidze, dla Pogoni strzelił 12 goli. Zadebiutował 11 września 1974 w meczu z GKS Tychy (1-0). W październiku 1985 podczas obchodów 40-lecia futbolu w Szczecinie otrzymuje Srebrny Krzyż Zasługi.